# رایان کسلر
رایان کسلر (انگلیسی: Ryan Kesler؛ زادهٔ ۳۱ اوت ۱۹۸۴) بازیکن هاکی روی یخ اهل ایالات متحده آمریکا است.
از باشگاه‌هایی که در آن بازی کرده‌است می‌توان به ونکوور کناکز و آناهایم داکس اشاره کرد.